# Compagnie générale des Chemins de fer vicinaux
Pour les articles homonymes, voir CFV.
La Compagnie générale des Chemins de fer vicinaux (CFV) fut le nom donné par M. Félix Vellut, à la compagnie avec laquelle il fut retenu pour l'adjudication de ligne d'intérêt local à voie métrique de Gray à Gy, dans le département de la Haute-Saône, primitivement concédée à la Compagnie du Chemin de fer de Gray à Gy, mais mise sous séquestre par le département à la suite de la faillite du concessionnaire.

## Histoire

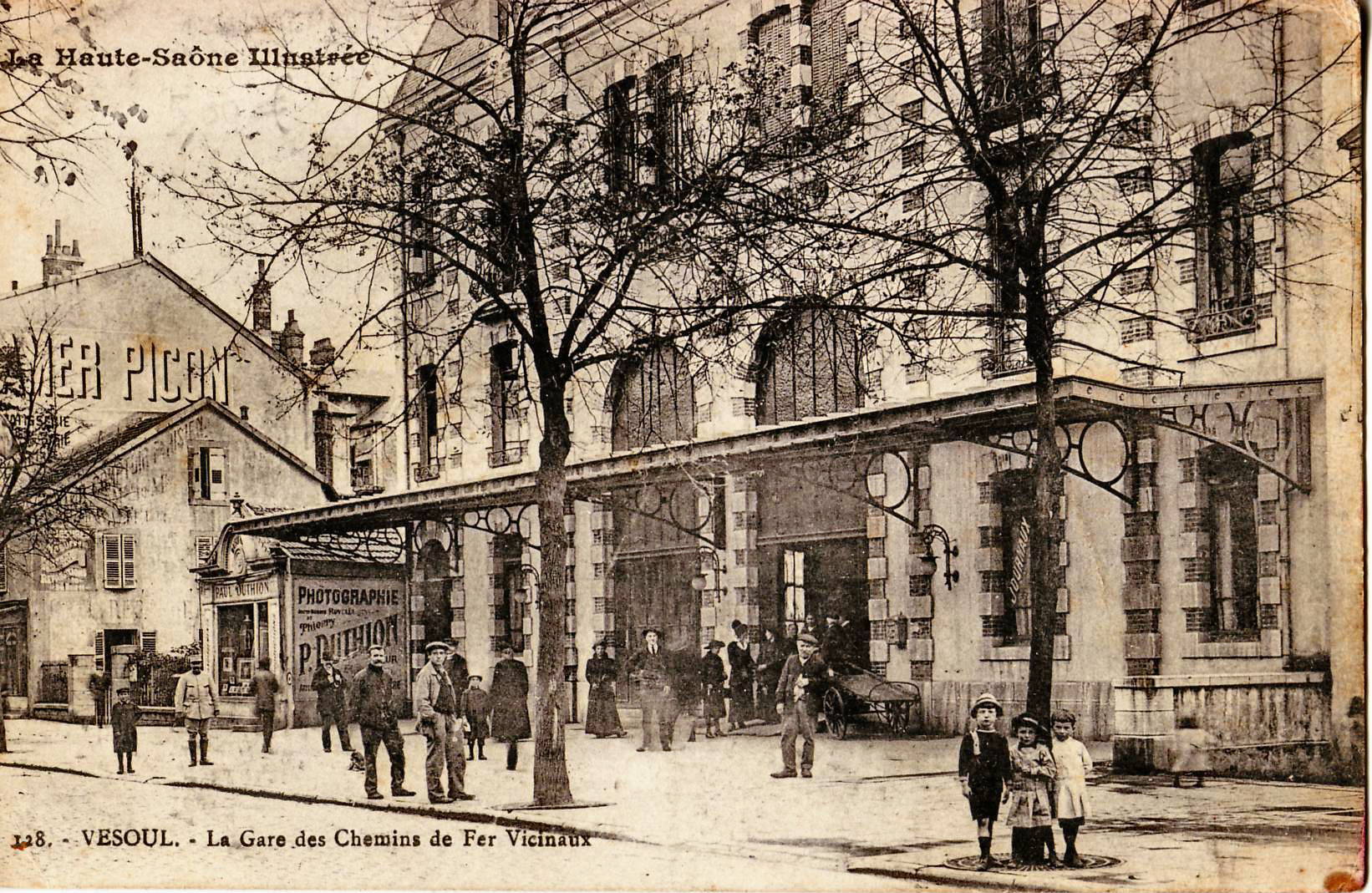
La gare de Vesoul des Chemins de fer vicinaux de la Haute-Saône

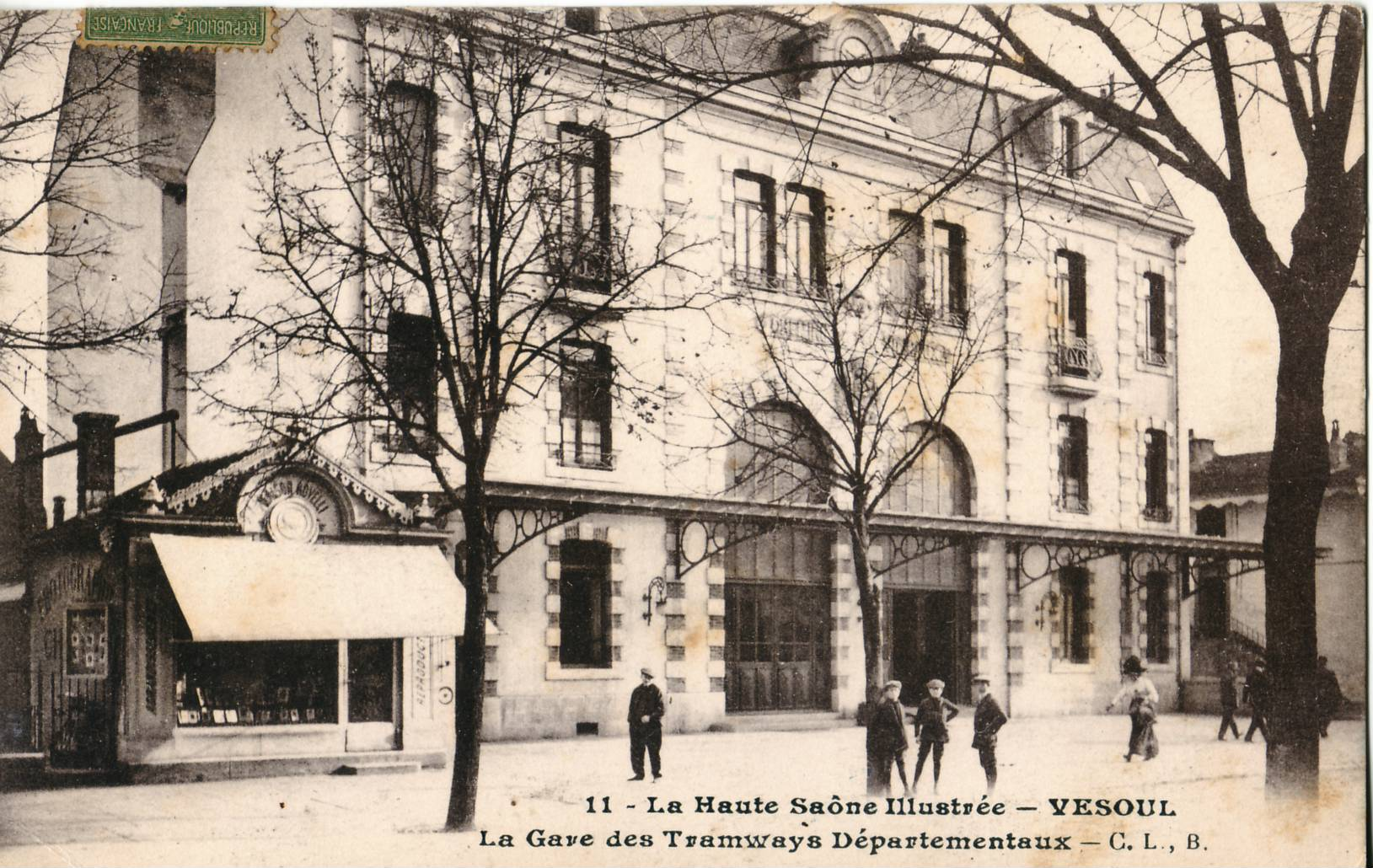
Autre vue de la même gare. Editions C.L.B

Fondée le 18 juin 1888 avec le soutien du groupe Empain, , elle se vit concéder par convention du 25 août 1888 approuvée par décret du 12 mars 1889 la ligne de Gray à Gy et à Bucey-lès-Gy, dans le cadre juridique des voies ferrées d'intérêt local.
Ultérieurement, elle reçut les concessions de nouvelles lignes d'intérêt local dans les départements de la Haute-Saône et du Jura, créant deux réseaux :
- le réseau des chemins de fer vicinaux de la Haute-Saône, de plus de 520 km, dont près de 470 dans le département de la Haute-Saône et trois incursions dans les départements voisins du Jura, du Doubs et des Vosges ;
- le réseau des chemins de fer vicinaux du Jura, de près de 200 km, intégralement situé dans le département du Jura, en partie électrifié.

En 1933, faute d'être parvenu à un accord avec le département de la Haute-Saône, la compagnie exploite sans convention le réseau de la Haute-Saône, sauf la partie située en territoire jurassien, que le préfet du Jura a fait fermer au 31 décembre 1933. La situation perdurera jusqu'à la fin du service, résultant d'une révision du contrat liant la compagnie au département de la Haute-Saône, qui se fit les 1er janvier 1938 et 1er mars 1938.
Sur le réseau du Jura, la situation était moins conflictuelle, mais l'augmentation du coefficient d'exploitation entraîna la fermeture de sections de lignes dès 1936. La guerre suspendit les décisions de fermeture, mais ces dernières reprirent de plus belle après la victoire, et fin 1948, seul le réseau électrifié subsistait. Le 30 décembre 1948, un traité portant le rachat de l'exploitation du réseau subsistant par le département et la création d'une régie départementale fut signé, régie qui présida à la fin du réseau, en 1950.